# Claude Buffier

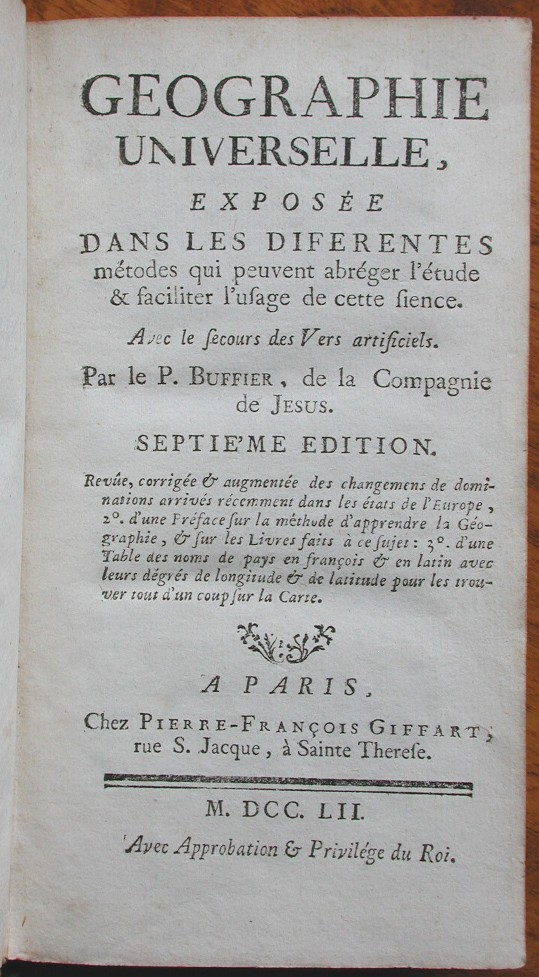
Geographie Universelle(1714), Claude Buffier

Claude Buffier (Varsavia, 25 maggio 1661 – 1737) è stato un cartografo, storico e filosofo francese.

## Biografia
Storico e pedagogo, Buffier nacque a Varsavia da genitori francesi, che ritornarono in Francia e si stabilirono a Rouen subito dopo la sua nascita. Fu educato al collegio dei Gesuiti della sua città e fu accolto nell'Ordine all'età di diciannove anni. Nominato insegnante di teologia a Rouen, a causa di una disputa con l'arcivescovo Jacques-Nicolas de Colbert fu costretto a lasciare la città e ad andare a Roma a giustificarsi. Assolto e ritornato in Francia si stabilì a Parigi, dove collaborò dal 1701 al 1731 al Journal de Trévoux, pubblicando inoltre un numero notevole di opere di argomento religioso, filosofico, storico e letterario. Buffier è ricordato come un insegnante ammirevole e dotato di una grande chiarezza espositiva.

## Opere
L'obiettivo del Traité des premières vérités (1717), il suo lavoro più noto, era quello di individuare il principio ultimo della conoscenza. Buffier lo identifica nell’evidenza, intesa come verità fondata sul consenso generale degli uomini. Da questo punto di vista, egli può dirsi un precursore della scuola scozzese del "senso comune" di Thomas Reid, che ne apprezzò l'opera subendone una profonda influenza. Voltaire lo descriveva come l'unico gesuita capace di fornire sistema ragionevole di filosofia. Fra le sue opere sono particolarmente degni di nota gli Éléments de metaphysique (1724), la Grammaire française sur un plan nouveau, e i suoi numerosi saggi storici ed eruditi. La maggior parte delle sue opere fu edita in una raccolta del 1732. Una traduzione in inglese del Traité fu pubblicato nel 1780.
Come cartografo, Claude Buffier pubblicò nel 1715 la Geographie Universelle, impreziosita da una serie di interessanti mappe del mondo. L'opera riscosse grande successo e dopo un certo numero di edizioni le mappe furono modificate.

## Opere (selezione)

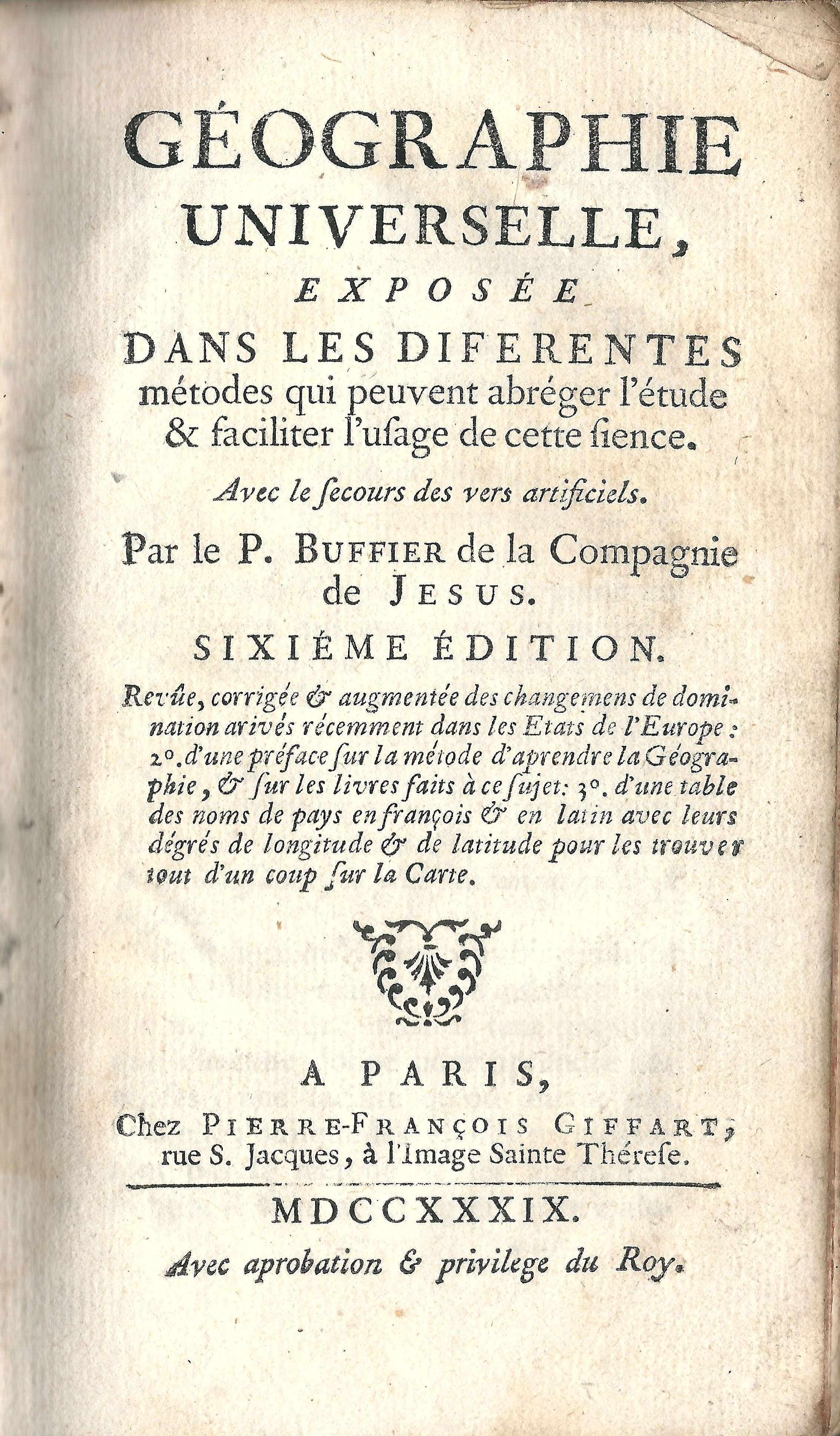
Géographie Universelle: Exposée dans les diférentes Métodes qui peuvent abréger l'étude & faciliter l'usage de cette science. Avec les secours des vers artificiels, Paris : Pierre-François Giffart, 1739

- La Vie de l'ermite de Compiègne, décédé le {18 septembre 1691, 1692.
- La Vie de M. l'abbé du Val-Richer, restaurateur de la discipline de ce monastère, 1696.
- Histoire de l'origine du royaume de Sicile et de Naples, contenant les aventures et les conquêtes des princes normands qui l'ont établi, 1701. Questa mediocre compliazione storiografica, che ebbe un certo successo ai suoi tempi e fu anche tradotta in italiano (Napoli, 1707), cadde ben presto nell'oblio. Oggi è nota soprattutto per essere stata una delle innumerevoli fonti non citate e plagiate alla lettera dal Giannone nella sua Istoria civile del regno di Napoli. Piuttosto che copiare direttamente dal testo francese, Giannone riporta testualmente interi brani della versione italiana, della quale riproduce, spesso con le stesse parole, non solo fatti ma anche apprezzamenti, riflessioni e giudizi.[1]
- La Pratique des devoirs des curés, composée en italien par le P. Paul Segnery, traduite en français par le P. Buffier, 1702.
- Abrégé de l'histoire d'Espagne, par demandes et par réponses, 1704.
- Examen des préjugés vulgaires, pour disposer l'esprit à juger sainement de tout, 1704 online.
- Pratique de la mémoire artificielle pour apprendre et pour retenir aisément la chronologie et l'histoire universelle, 2 vol., 1705-1706.
- La Vie du comte Louis de Sales, frère de S. François de Sales, modèle de piété dans l'état séculier, comme S. François de Sales l'a été dans l'état ecclésiastique, 1708.
- Grammaire française sur un plan nouveau, avec un Traité de la prononciation des e et un Abrégé des règles de la poésie française, 1709 online.
- Suite et troisième tome de la Pratique de la mémoire artificielle pour apprendre l'histoire, contenant : 1. la Géographie en vers artificiels, 2. la Pratique des mots artificiels pour retenir les révolutions des royaumes de l'Europe, 3. les Fastes du monde pour l'histoire de ce temps, 1711.
- Les Principes du raisonnement exposés en deux logiques nouvelles, avec des remarques sur les logiques qui ont eu le plus de réputation de notre temps, 1714.

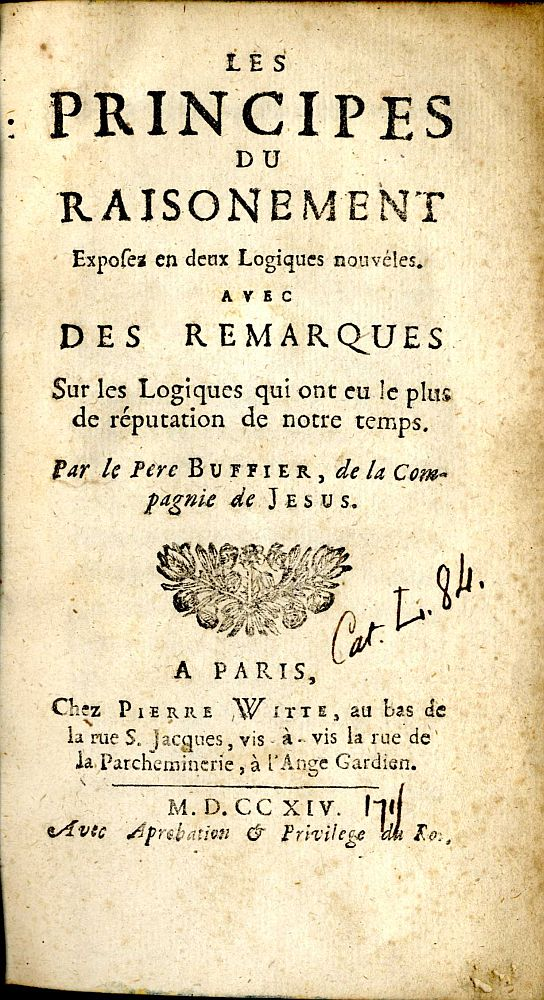
Les principes du raisonnement avec des remarques sur les Logiques qui ont eu le plus de répution de notre temps. 1714. Père Buffier. Chez Pierre Witte

- Histoire chronologique du dernier siècle, où l'on trouvera des dates de tout ce qui s'est fait de plus considérable dans les quatre parties du monde depuis l'an 1600 jusqu'à présent, 1715.
- Élémens de métaphisique, à la portée de tout le monde, 1ª ed., Paris, chez Pierre François Giffart, rue St. Jacques, à l’image de Ste. Thérèse. Et chez la Veuve Monge rue St. Jaques vis-à-vis du Collège du Plessis, 1725.
- Géographie en vers artificiels, exposée dans les différentes méthodes qui peuvent abréger l'étude de cette science, & en faciliter l'usage, 1715.
- Homère en arbitrage, 1715 online.
- Tableau chronologique de l'histoire universelle gravé en forme de jeu, avec l'exposition des règles de ce jeu et des faits historiques dont il est composé, 1717.
- Introduction à l'Histoire des maisons souveraines de l'Europe, 3 vol., 1717.
- Sentiments chrétiens sur les principales vérités de la religion, exposés en proses, en vers et en estampes, 1718.
- Vérités consolantes du christianisme pour tous les jours du mois, 1718.
- Histoire du Nouveau Testament, avec de courtes réflexions, 1719.
- Traité des premières vérités et de la source de nos jugements, où l'on examine le sentiment des philosophes de ce temps sur les premières notions des choses, 1724 online.
- Nouveaux éléments d'histoire et de geographie à l'usage des pensionnaires du collège de Louis le Grand, 1726.
- Traité de la société civile et du moyen de se rendre heureux, en contribuant au bonheur des personnes avec qui l'on vit, avec des observations sur divers ouvrages renommés de morale, 1726 online.
- Suite de la Grammaire française sur un plan nouveau, ou Traité philosophique et pratique d'éloquence, contenant des exemples de chaque sorte de pièces d'éloquence, suivis de réflexions critiques, avec une notice des auteurs les plus renommés qui en ont traité, 1728 online 1 2.
- Exercices de la piété chrétienne pour retourner à Dieu, et lui demeurer fidèlement attaché, 1724.
- Exposition des preuves les plus sensibles de la véritable religion, 1732.
- Cours de sciences sur des principes nouveaux et simples, pour former le langage, l'esprit et le cœur, dans l'usage ordinaire de la vie, 1732. Pagine intere del Cours général sono state letteralmente trascritte, naturalmente senza citarne l'autore (un odiato gesuita), nella prima edizione dell'Encyclopédie.[2]